# دهستان سرقلعه
دهستان سرقلعه، یکی از دهستان‌های بخش دشت ذهاب شهرستان سرپل ذهاب در استان کرمانشاه ایران است. مرکز این دهستان، روستای تپه‌رش است.

## جمعیت
بر پایه سرشماری عمومی نفوس و مسکن در سال ۱۳۹۵، جمعیت دهستان سرقلعه برابر با ۵۴۲ نفر بوده‌است.